# Die vergessene Welt (2001)
Die vergessene Welt ist eine Verfilmung des gleichnamigen Romans von Sir Arthur Conan Doyle aus dem Jahre 2001. Der Film ist eine Produktion des britischen Senders BBC und wurde an der Westküste Neuseelands gedreht. Er wurde als Doppelteiler in zwei jeweils 75 Minuten langen Episoden ausgestrahlt. Für den Film wurden größtenteils die Dinosaurier aus der BBC-Doku Dinosaurier – Im Reich der Giganten wiederverwendet.

## Handlung
Während einer Expedition in unerforschte Regionen des amazonischen Regenwaldes erlegt der Zoologe Prof. George Challenger ein seltsames Tier, das ein schon lange ausgestorbener Pterosaurus zu sein scheint. Unglücklicherweise geht die Beute jedoch in einem wilden Fluss verloren. Zurück in London versucht Challenger im Natural History Museum während eines Vortrages, die Leute trotzdem von seiner Entdeckung zu überzeugen. Seine Rivalen, darunter besonders der Lecturer Prof. Leo Summerlee, glauben ihm kein Wort und erklären ihn für einen verrückten Wichtigtuer. Um das Gegenteil zu beweisen, schlägt Challenger eine neue Expedition an den Amazonas vor, was letztlich auch genehmigt wird. Als Mitglieder stoßen der Großwildjäger Lord John Roxton und der junge Journalist Edward Malone hinzu. Auch Summerlee willigt schließlich ein mitzukommen, jedoch nur um Challenger als Lügner zu entlarven.
Während der Überfahrt nach Südamerika zeigt Challenger Summerlee und den anderen eine Karte, die von dem portugiesischen Entdecker Padre Medoz stammt, der in der unerforschten Region verscholl, wo Challenger das seltsame Tier erlegte. Zudem spricht er von einem abgelegenen Hochplateau, auf dem er noch weitere prähistorische Lebensformen vermutet, die dort Millionen von Jahren überdauert haben. In Brasilien angekommen, treffen sie auf den Missionar Theo Kerr und seine hübsche Nichte Agnes. Obwohl der streng gläubige Kerr jede Form von Evolution ablehnt, begleiten er und Agnes die Expedition weiter auf ihrer Reise in den tiefen Regenwald des Amazonas hinein.
Nach einer langen, beschwerlichen Wanderung durch den Dschungel sehen die Expeditionsmitglieder schließlich tatsächlich das besagte Plateau. In einer Höhle finden sie einen Gang, der scheinbar auf den Gipfel führt, entdecken dann aber, dass dieser Weg verschüttet ist, und müssen umkehren. Um einen anderen Weg zu finden, bauen sie sich aus Seilen eine Art Übergang über eine tiefe Schlucht. Als alle außer Kerr drüben sind, zerschneidet dieser in seinem Wahn die Brücke, da er dieses „Plateau des Teufels“ nicht betreten will. Dann lässt er die anderen allein zurück, sodass sie nun auf dem Plateau festsitzen. Bei der Erkundung des Plateaus bewahrheitet sich Challengers Theorie und sie entdecken tatsächlich lebende Dinosaurier wie einen Iguanodon und einen Hypsilophodon, mit dem Malone eine Art Freundschaft schließt. Sie finden auch eine Gruppe Pteranodons, die jedoch die Menschen angreifen und Summerlee verletzen.
In der Nacht wird die Gruppe am Lagerfeuer überraschend von einem fleischfressenden Allosaurus attackiert, den sie jedoch mit Feuer vertreiben können. Am nächsten Tag klettert Malone auf einen großen Baum und wird dort von einem entfernt menschenähnlichen Wesen erschreckt, das jedoch sofort das Weite sucht. Zudem entdeckt er in der Mitte des Plateaus einen großen See, den er als Entdecker nach seiner Geliebten Gladys tauft. Während Roxton, Summerlee und Challenger am Seeufer rasten, entfernen sich Malone und Agnes von der Gruppe und werden am Ufer von einem Allosaurus entdeckt, der sie attackiert. Auf der Flucht in den Wald vor dem riesigen Raubtier geraten sie fast in eine tödliche Bodenfalle, in die ihr Verfolger stürzt und stirbt. Überrascht stellen sie fest, dass diese Falle nur von Menschenhand gebaut worden sein kann. (Damit endet die erste Episode.)
Als sie zurückkommen, finden sie Roxton blutend allein vor und erfahren, dass Challenger und Summerlee von aggressiven Affenmenschen in den Wald entführt wurden. Dann treffen sie auf dem Fluss auf eine Gruppe menschlicher Indios, die ebenfalls Jagd auf die Affenmenschen machen wollen, und verbünden sich mit ihnen. Summerlee und Challenger sind in der Zwischenzeit ins Lager der Affenmenschen gebracht worden und müssen schockiert feststellen, dass diese Menschenfresser sind und einen weiteren menschlichen Gefangenen hinrichten und verspeisen. Entsetzt wird ihnen klar, dass auch sie als Nahrung enden sollen. Doch gerade als die Affenmenschen Summerlee ebenfalls töten wollen, erreichen Roxton, Malone, Agnes und die Indios das Lager, befreien sie und töten viele der Affenmenschen. Auf Challengers Bitte hin verschonen sie jedoch ein paar der Wesen, da diese laut ihm eine einzigartige Rasse seien, und nehmen sie als Gefangene mit in das Dorf der Indios.
Im Dorf genießen die Expeditionsmitglieder die Gastfreundschaft der Ureinwohner und können zunächst in Ruhe weiteren Tätigkeiten wie dem Erforschen der Dinosaurier nachgehen. Die verbliebenen Affenmenschen wurden zwischenzeitlich in einen großen Käfig am Dorfrand gesperrt und beginnen plötzlich mit einem lauten Geschrei und Geheul, das die Menschen zuerst nicht genau definieren können. Dann erscheinen auf einmal zwei große Allosaurier im Dorf, die durch den Lärm angelockt wurden. Es kommt zu einem dramatischen Kampf zwischen den Menschen und den Sauriern, wobei mehrere Indios, darunter auch der Häuptling, ums Leben kommen. Die Allosaurier können schließlich mit Roxtons Elefantengewehr ausgeschaltet werden. Doch der Sohn des toten Häuptlings sinnt nach dieser Katastrophe auf Rache an den weißen Fremden.
Summerlee, der während der Ereignisse im nahe gelegenen Höhlensystem war, hat es geschafft, den Ausgang freizusprengen. Als die Expeditionsmitglieder vor den wütenden Indios fliehen wollen, wird Roxton überraschend von einem der Affenmenschen angefallen und mit einem Messer schwer verwundet. Die anderen fliehen und lassen Roxton auf eigenen Wunsch hin zurück. Durch den Tunnel gelangen sie schließlich vom Plateau hinunter. Dort treffen sie auf den verrückt gewordenen Theo Kerr, der die Gruppe in seinem fanatischen Wahn mit einer Waffe bedroht. In der folgenden Rangelei um die Waffe löst sich ein Schuss, der Kerr selber trifft, sodass er in den Armen seiner Nichte Agnes stirbt. Die übrigen Expeditionsteilnehmer, darunter auch Agnes, kehren nun nach London zurück.
Dort präsentiert Challenger der Öffentlichkeit einen lebendigen Pterosaurus, den er als Ei vom Plateau mitgenommen und ausgebrütet hat. Doch das Tier kann durch einen Zufall in die Freiheit entkommen. Den Expeditionsmitgliedern wird anschließend klar, dass sie durch Bekanntmachung der Wahrheit die Ausbeutung des Plateaus und seiner einzigartigen Lebewesen hervorrufen würden, und so vertuschen sie anschließend die ganze Sache und stellen den entflohenen Flugsaurier als amazonischen Aasgeier hin, um die Wahrheit weiterhin geheim zu halten. Malone, der seine ehemalige Geliebte Gladys an einen anderen Mann verloren hat, beginnt nun eine Beziehung mit Agnes.
In den letzten beiden Szenen ist der Flugsaurier zu sehen, der an der englischen Küste entlangfliegt, und Lord Roxton, der sich offenbar wieder erholt hat, auf dem Plateau geblieben ist und die Tochter des Häuptlings geheiratet hat.

## Unterschiede zum Buch
- Im Buch befindet sich das Plateau in Venezuela. Im Film ist es in Brasilien.
- Im Buch startet Challenger die Expedition zuerst allein. Die anderen Mitglieder Summerlee, Roxton und Malone stoßen erst später hinzu.
- Die Szene mit dem See ist im Buch nicht vorhanden.
- Im Buch hat Malone keine andere Geliebte als Gladys.
- Im Buch locken die Indios die Allosaurier in ihr Dorf, um sie zu erlegen und zu essen. Im Film werden die Tiere von den gefangenen Affenmenschen gerufen.
- Die Indianer Gomez und Zambo kommen im Film nicht vor. Sie werden durch den Missionar Theo Kerr und seine Nichte Agnes ersetzt.
- Im Buch war der Raubsaurier, der die Gruppe am Lagerfeuer angriff, ein Megalosaurus. Im Film ist es ein Allosaurus. Zudem war im Film der Angriff unerwartet, während im Buch das Tier rechtzeitig bemerkt und mit Feuer vertrieben wurde.
- Die einheimischen Indios sprechen zwar einen portugiesischen Indodialekt, sind aber keine Nachfahren der ehemaligen portugiesischen Entdecker.
- Im Buch schafft es Lord Roxton, mit den anderen vom Plateau zu entkommen. Im Film dagegen wird er von einem Affenmenschen verwundet und bleibt auf dem Plateau zurück.
- Die Diamanten, die im Buch gefunden wurden, kommen im Film nicht vor.